# Autolys
Autolys, från de grekiska orden "αυτό" (själv) och "λύσις" (delning), är när celler bryts ner av sig själva, mestadels orsakat av kroppsegna enzymer. Autolys är en viktig del i det biologiska nedbrytandet av en kropp efter döden till dess att mikroorganismer börjar dominera processen. Autolys kan även ske i levande organismer vid vissa sjukdomar samt syfta på en nedbrytning av en enzym av en annan molekyl av samma enzym.
Autolys, till skillnad från nedbrytning orsakad av mikroorganismer, bryter ner vävnad utan att efterlämna några restprodukter som kan vara ohälsosamma vid konsumtion. Detta utnyttjas vid beredning av viss föda, exempelvis gravning och när kött möras genom att lagras svalt ett antal dagar.

## Användning
Inom matindustrin används autolys för att döda jäst och underlätta nedbrytningen av celler av enzymer. Metoden används för att ge olika smaker. För jästextrakt, när denna process igångsätts av tillsättande av salt, är metoden känd som plasmolys.
Inom brödbakningen används termen för att beskriva hydreringsvilan som är ett resultat av att ha blandat bara mjöl och vatten och som inträffar innan knådningen helt har utvecklat glutenet. Detta underlättar formningsprocessen av den färdiga degen. Termen myntades av den franska professorn i bakning Raymond Calvel.
Vid tillverkningen av fermenterade drycker kan autolys inträffa när musten eller vörten lämnas på bottensatsen under en lång tid. Inom ölbryggning orsakar autolys oönskade bismaker. Inom vintillverkningen är processen oftast oönskad, men i mousserande viner såsom cava och champagne är det en viktig komponent i skapandet av mogen smak och munkänsla.